# Alfonso Bialetti

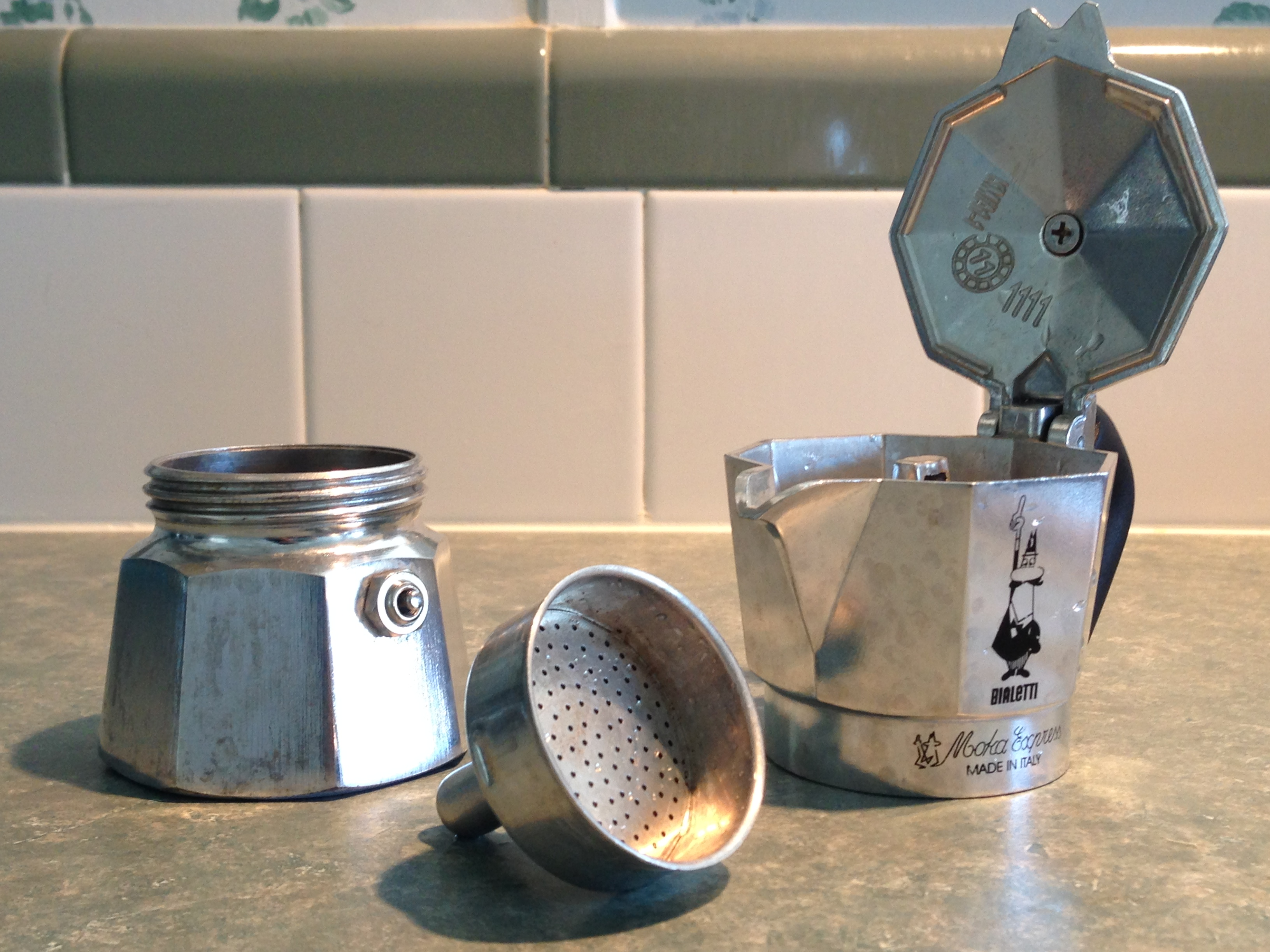
Componentes de uma cafeteira Bialetti Moka Express, invenção de Alfonso Bialetti.

Alfonso Bialetti (Casale Corte Cerro, 17 de junho de 1888 – Omegna, 5 de março de 1970) foi um engenheiro, inventor e empresário italiano.

## Biografia
Bialetti trabalhou numa fundição na França, para onde emigrou jovem, em 1918; depois voltou para sua terra natal Piemonte, onde no ano seguinte em Crusinallo, Verbano, abriu uma fundição, a Alfonso Bialetti & C. - iron foundry in the Shell, que produzia alumínio semi-acabado. Em sua experiência profissional na frança, Bialetti aprendeu a técnica de fusão, que o levou em 1930 à criação de um modelo de metal, para a preparação de café.
Em 1933 foi inventado um produto que revolucionou completamente o método de preparação de café, que substituiu o modelo tradicional "à napolitana": a cafeteira moka. Sua produção foi iniciada no mesmo ano, e até a Segunda Guerra Mundial era artesanal com 70.000 peças produzidas por ano.
Em 1946 o filho Renato, que assumiu o comando da empresa com uma estratégia de negócios eficaz, valorizou a invenção do pai, iniciando a produção em escala industrial de café e a subsequente e intensa publicidade em 1953 com o "homenzinho de bigode", uma caricatura do próprio Bialetti, criada por Paul Campani.